# Anna Olsson (författare)
Anna Olsson född 1971, är en svensk författare, journalist, dokumentärfilmare och TV-producent.

## Privatliv
Anna Olsson är gift och har fyra barn. Hon är dotter till chefredaktören Hasse Olsson och läraren Barbro Olsson.

## Filmografi

### Dokumentärer
- Dansar med andar, SVT, 1995
- Borta bra, SVT, 1996
- Jul, strålande jul, SVT, 1997
- Elvis från Glada Hudik, SVT, 2010
- Sista natten med Elvis, TV4
- Trollkarlen från Glada Hudik, TV 4, 2014
- Sluta aldrig att kramas Aftonbladet TV, 2017
- Statsministrarna, SVT 2018

### TV-serier
- Myror i brallan, Barnkanalen, 2001-2004
- Dra mig baklänges, Barnkanalen, 2005
- Så levde de lyckliga, SVT, 2012
- Bukowskis, TV8, 2011, 2012
- Antikjakten, TV8, 2013
- Tidsjakten, SVT, 2014
- Skavlan Jr, SVT, 2016
- Leilas Supermat, Sjuan, 2016
- Stjärnkusken, TV4, 2017

### Insamlingsgalor
- FN 50 år, SVT, 1995
- Rädda Barnen, TV 4, 1999, 2000

## Skribent
- Vi Föräldrar
- Tidningen Elle
- Sköna Hem
- Borås Tidning
- Norrtelje Tidning

## Priser och utmärkelser
- Årets Pandabok (barnboksklassen) 2004 för Myror i djungelbrallan
- Kristallen Bästa barnprogram 2017, Kändisbarnvakten
- Riagalan nominerad Årets originalidé, 2011 Elvis i Glada Hudik SVT
- Riagalan nominerad Årets prestation 2019 Statsministrarna SVT